# Kerkyra (Gemeindebezirk)
Kerkyra (griechisch Κέρκυρα (f. sg.)) ist einer von acht Gemeindebezirken der griechischen Gemeinde Kendriki Kerkyra ke Diapondia Nisia.

## Lage
Der 41,905 km² große Gemeindebezirk Kerkyra ist im Osten der Ionischen Insel Korfu gelegen. Benachbarte Gemeindebezirke sind im Norden Feakes und Paleokastritsa, im Westen Parelii sowie im Süden Achillio.

## Verwaltungsgliederung
Anlässlich der Gebietsreform 1997 wurde die damalige Gemeinde Kerkyra, die dem heutigen Stadtbezirk Kerkyra entspricht mit drei Landgemeinden fusioniert und bildete eine eigenständige Gemeinde. Diese ging gemäß der Verwaltungsreform 2010 in der neu gebildeten Gemeinde Kerkyra als einer von 15 Gemeindebezirken auf und kam 2019 nach deren Auftrennung zur neuen Gemeinde Kendriki Kerkyra ke Diapondia Nisia.
| Stadtbezirk/ Ortsgemeinschaft | griechischer Name             | Code     | Fläche (km²) | Einwohner 2001 | Einwohner 2011 | Dörfer und Siedlungen, unbewohnte Inseln                                                                                   |
| ----------------------------- | ----------------------------- | -------- | ------------ | -------------- | -------------- | --- |
| Kerkyra                       | Δημοτική Κοινότητα Κερκυραίων | 32010101 | 32,634       | 33.886         | 32.095         | Kerkyra, Gouvia, Kondokali, Kyra Chrysikou, Potamos, Tembloni, sowie die unbewohnten Inseln Lazareto, Pondikonisi, Ptychia |
| Alepou                        | Δημοτική Κοινότητα Αλεπούς    | 32010102 | 02,332       | 01.606         | 03.149         | Alepou |
| Evropouli                     | Τοπική Κοινότητα Εβροπούλων   | 32010103 | 02,314       | 00439          | 00344          | Evropouli |
| Kanali                        | Δημοτική Κοινότητα Καναλίου   | 32010104 | 04,061       | 03.556         | 04.086         | Kanali |
| Gesamt                        | Gesamt                        | 320101   | 41,341       | 39.487         | 39.674         | |